# Lijst van Stolpersteine in Borger-Odoorn

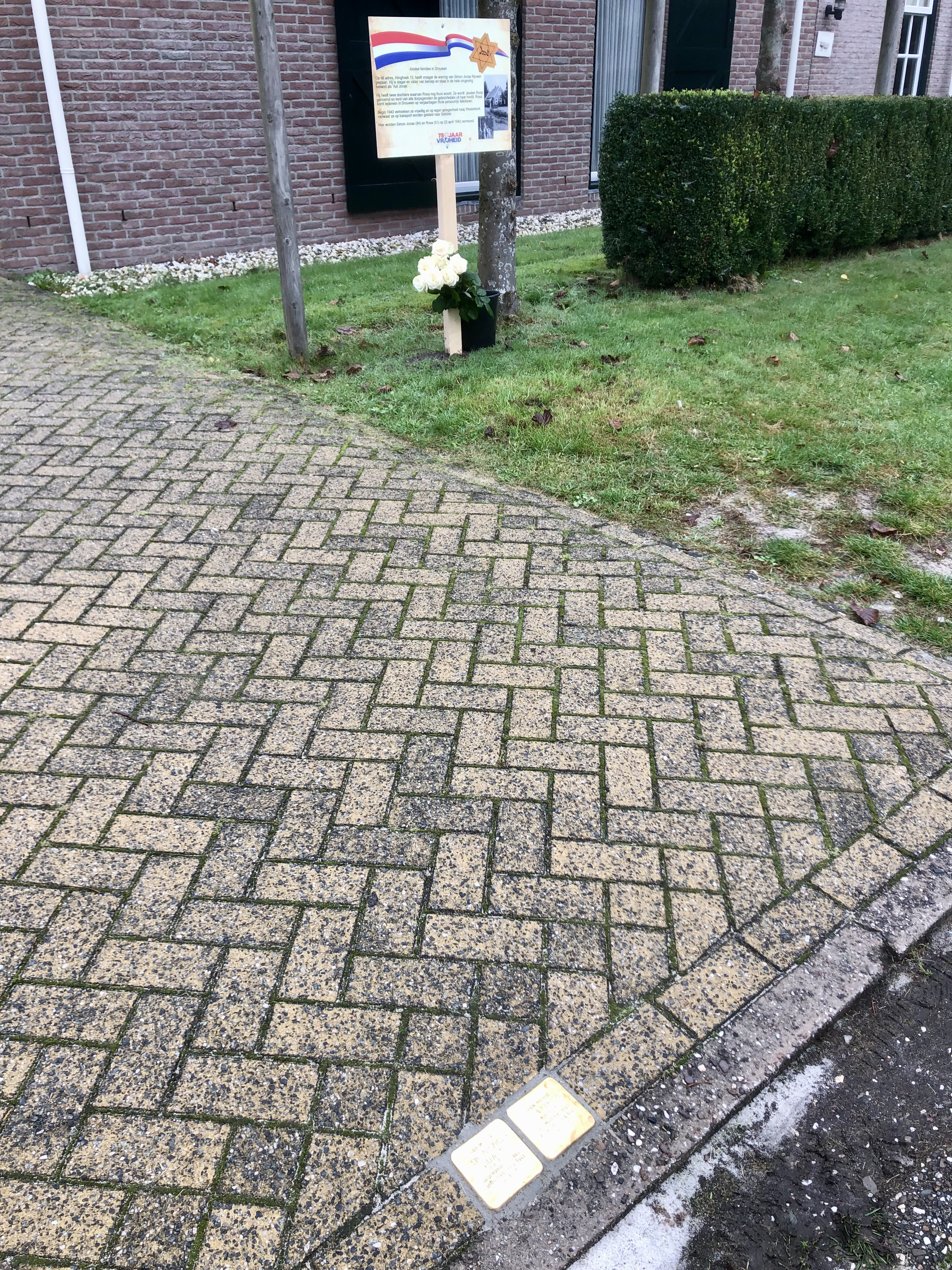
Stolpersteine voor Rosa en Simon Jonas Nijveen in Drouwen

De Lijst van Stolpersteine in Borger-Odoorn geeft een overzicht van de Stolpersteine die in de gemeente Borger-Odoorn in de Nederlandse provincie Drenthe zijn geplaatst in het kader van het Stolpersteine-project van de Duitse beeldhouwer-kunstenaar Gunter Demnig.
Stolpersteine zijn opgedragen aan slachtoffers van het nationaalsocialisme, al diegenen die zijn vervolgd, gedeporteerd, vermoord, gedwongen te emigreren of tot zelfmoord gedreven door het nazi-regime. Demnig legt voor elk slachtoffer een aparte steen, meestal voor de laatste zelfgekozen woning.
Omdat het Stolpersteine-project doorloopt, kan deze lijst onvolledig zijn.

## Stolpersteine
In de gemeente Borger-Odoorn liggen dertien Stolpersteine: zeven in Drouwen en zes in Valthermond.

### Drouwen
In Drouwen liggen zeven Stolpersteine op twee adressen.
| Afbeelding | Inscriptie                                                                                 | Adres          | Herdachte persoon                |
| ---------- | ------------------------------------------------------------------------------------------ | -------------- | -------------------------------- |
|            | HIER WOONDE RACHEL BLOEMENDAAL GEB. 1939 GEDEPORTEERD 1942 VERMOORD 19.10.1942 AUSCHWITZ   | Hoofdstraat 21 | Rachel Bloemendaal (1939-1942)   |
|            | HIER WOONDE BENJAMIN MOZES COHEN GEB. 1874 GEDEPORTEERD 1942 VERMOORD 22.10.1942 AUSCHWITZ | Hoofdstraat 21 | Benjamin Mozes Cohen (1874-1942) |
|            | HIER WOONDE DIENA COHEN GEB. 1925 GEDEPORTEERD 1942 VERMOORD 19.10.1942 AUSCHWITZ          | Hoofdstraat 21 | Diena Cohen (1925-1942)          |
|            | HIER WOONDE KOOSJE COHEN GEB. 1920 GEDEPORTEERD 1942 VERMOORD 19.10.1942 AUSCHWITZ         | Hoofdstraat 21 | Koosje Cohen (1920-1942)         |
|            | HIER WOONDE NAATJE KORPER GEB. 1886 GEDEPORTEERD 1942 VERMOORD 19.10.1942 AUSCHWITZ        | Hoofdstraat 21 | Naatje Korper (1886-1942)        |
|            | HIER WOONDE SIMON JONAS NIJVEEN GEB. 1858 GEDEPORTEERD 1943 VERMOORD 23.4.1943 SOBIBOR     | Alinghoek 13   | Simon Jonas Nijveen (1858-1943)  |
|            | HIER WOONDE ROSA NIJVEEN GEB. 1891 GEDEPORTEERD 1943 VERMOORD 23.4.1943 SOBIBOR            | Alinghoek 13   | Rosa Nijveen (1891-1943)         |

### Valthermond
In Valthermond liggen zes Stolpersteine op twee adressen.
| Afbeelding | Inscriptie                                                                                       | Adres          | Herdachte persoon                      |
| ---------- | ------------------------------------------------------------------------------------------------ | -------------- | -------------------------------------- |
|            | HIER WOONDE HENDELINA BLOEMENDAAL GEB. 1908 GEDEPORTEERD 1942 VERMOORD 15-10-1942 AUSCHWITZ      | Zuiderdiep 506 | Hendelina Bloemendaal (1908-1942)      |
|            | HIER WOONDE SCHOONTJE DALSHEIM-ISRAËLS GEB. 1900 GEDEPORTEERD 1942 VERMOORD 12.10.1942 AUSCHWITZ | Kavelingen 60  | Schoontje Dalsheim-Israëls (1900-1942) |
|            | HIER WOONDE DANIEL LEZER GEB. 1900 GEDEPORTEERD 1942 OVERLEDEN 31-12-1944 COSEL                  | Zuiderdiep 506 | Daniel Lezer (1900-1944)               |
|            | HIER WOONDE JOSEF LEZER GEB. 1939 GEDEPORTEERD 1942 VERMOORD 15-10-1942 AUSCHWITZ                | Zuiderdiep 506 | Josef Lezer (1939-1942)                |
|            | HIER WOONDE JOZEFIEN ELSIEN LEZER GEB. 1935 GEDEPORTEERD 1942 VERMOORD 15-10-1942 AUSCHWITZ      | Zuiderdiep 506 | Jozefien Elsien Lezer (1935-1942)      |
|            | HIER WOONDE TELSIENA RICHEL LEZER GEB. 1936 GEDEPORTEERD 1942 VERMOORD 15-10-1942 AUSCHWITZ      | Zuiderdiep 506 | Telsiena Richel Lezer (1936-1942)      |

## Data van plaatsingen
- 1 oktober 2021: Drouwen, zeven Stolpersteine op Alinghoek 13 en Hoofdstraat 21
- 13 april 2022: Valthermond, vijf Stolpersteine op Zuiderdiep 506